# بهرام (خواننده)
بهرام نورایی (زادهٔ ۵ اردیبهشت ۱۳۶۷) خواننده و ترانه‌سرای ایرانی ساکن سوئد در سبک رپ فارسی و هیپ هاپ است. او از هنرمندان برجستهٔ موسیقی زیرزمینی ایران است. در سال ۲۰۱۲ نام وی از سوی مجله آمریکایی هاف‌پست در فهرست ۵۰ چهرهٔ تأثیرگذار در فرهنگ خاورمیانه قرار گرفت. درون‌مایه بیشتر آثار او در سال‌های نخست فعالیتش، حاوی انتقادات صریح سیاسی و اجتماعی روز بود، اما پس از آن به تولید آثار مفهومی پرداخت.

## فعالیت هنری
بهرام در سال ۱۳۸۶ با ترانه جنجال‌برانگیز نامه‌ای به رئیس‌جمهور که در قالب نامه‌ای سرگشاده خطاب به رئیس‌جمهور پیشین ایران محمود احمدی‌نژاد بود، مشهور شد. او در این آهنگ سیاست‌های احمدی‌نژاد را مستقیماً و به صراحت انتقاد کرد.
اولین آلبوم رسمی او، ۲۴ ساعت نام داشت که شامل ۹ قطعه بود و در ۲۸ مرداد  سال ۱۳۸۷ منتشر شد. این آلبوم به دلیل محتوای سیاسی و اجتماعی تأمل برانگیزش در ترانه‌هایی مانند اینجا ایرانه محبوب شد و توسط مجله رولینگ استون به «تفسیر قدرتمندی از ایران امروز» تعبیر شد.
در سال ۱۳۹۰ بهرام دومین آلبوم رسمی خود را به نام سکوت منتشر کرد. در این آلبوم خلاقیت‌هایی مانند استفاده از سازهای موسیقی سنتی ایران، فضای هیپ هاپ اولداسکول و ارجاعات فرهنگی و هنری به برخی از برجسته‌ترین شاعران مدرن ایرانی مانند احمد شاملو و فروغ فرخزاد صورت گرفته بود. او در قطعه خورشید خانم که در قالب مونولوگی استعاری با خورشید بود، برای اولین بار اثری انتزاعی را در هیپ هاپ ایران  ایجاد کرد.
سومین آلبوم رسمی بهرام با نام اشتباه خوب، نخستین آلبوم مفهومی ایرانی است که با استفاده از وقایع معکوس به عنوان روش داستان‌پردازی ساخته شده‌است. این آلبوم با همکاری بهرام نورایی و مهدیار آقاجانی تهیه شد.
او چهارمین آلبوم خود به نام گذار را در فروردین ۱۳۹۹ منتشر کرد. این آلبوم کوتاه با همکاری گروه پیله ساخته شده‌است.

بهرام پنجمین آلبومش را با نام خودها در تاریخ ۲۴ فروردین ۱۴۰۲ به وسیله تشکل پیله منتشر کرد. این آلبوم که شامل دوازده اثر است و چهارمین آلبوم بلند بهرام به‌شمار می‌رود، به مدت یک هفته به پیش فروش گذاشته شد. آهنگسازی این مجموعه را پیماندگار، اشکان موسوی و نسا آزادی‌خواه بر عهده داشتند که پیش از این، با بهرام در آلبوم گذار نیز همکاری کرده بودند.

پوشش تک‌آهنگ اینو بفهم با همکاری بهرام و عرفان

بهرام در برخی آثار خود با هنرمندان معروف دیگری در سبک رپ همچون مهدیار آقاجانی، رضا پیشرو، عرفان و احسان آتور همکاری داشته‌است.
در سال ۲۰۱۱ مستندی که فعالیت زیرزمینی بهرام را به تصویر می‌کشید با نام بهرام: یک رپر ایرانی در جشنواره فیلم سانفرانسیسکو به نمایش درآمد.

## زندان و مهاجرت
بهرام در روزهای آخر سال ۱۳۸۷ به علت فعالیت بدون مجوز در موسیقی زیرزمینی و انتشار ترانه‌های سیاسی‌ای مانند نامه‌ای به رئیس‌جمهور (که خطاب به محمود احمدی‌نژاد، رئیس‌جمهور پیشین ایران منتشر شد) و اینجا ایرانه، در بند ۲۰۹ زندان اوین بازداشت و پس از یک هفته به قید وثیقه آزاد شد.